# 羊角島競技場
羊角島競技場（ヤンガクトきょうぎじょう）は、朝鮮民主主義人民共和国（北朝鮮）・平壌市にある多目的スタジアム。主にサッカーの試合に用いられる。

## 概説
収容可能人数は約3万人。南浦競技場などと同じく、陸上トラックと天然芝のサッカーコートを有する競技場。4.25体育団がホームスタジアムとして使用するほか、平壌市体育団がホームスタジアムとして使用することもある。サッカー朝鮮民主主義人民共和国代表のホームスタジアムとしても使用される。

## 出来事
2014年サッカーW杯アジア予選3次予選グループCでは、タジキスタン戦とウズベキスタン戦で本競技場が使用されている。

## 他の北朝鮮の競技場
- 南浦競技場
- 綾羅島5月1日競技場
- 平壤柳京鄭周永体育館
- 新義州競技場
- 金日成競技場